# Дивиньяно
Дивиньяно (итал. Divignano) — коммуна в Италии, располагается в регионе Пьемонт, в провинции Новара.
Население составляет 1232 человека (2008 г.), плотность населения составляет 246 чел./км². Занимает площадь 5 км². Почтовый индекс — 28010. Телефонный код — 0321.
Покровителем населённого пункта считается святой Рох.

## Демография
Динамика населения:

## Администрация коммуны
- Официальный сайт: